# Action réformiste unie
Le Mouvement civique Action réformiste unie (en monténégrin Грађански покрет Уједињена реформска акција / Građanski pokret Ujedinjena reformska akcija), connu simplement sous le nom d'Action réformiste unie, ou par son abréviation URA, est un parti politique vert, social-libéral et europhile monténégrin. Le chef actuel du parti est le Premier ministre sortant Dritan Abazović.

## Histoire

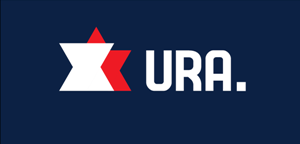
Logo initial de l'Action réformiste unie avec le symbole du sablier utilisé jusqu'en juillet 2021.

L'URA est fondée le 14 mars 2015 par Žarko Rakčević (en), ingénieur civil et ancien membre et président du Parti social-démocrate,. Avant les élections législatives de 2016, l'URA compte deux députés au Parlement du Monténégro : Dritan Abazović et Miloš Konatar, tous deux élus en 2012 sur la liste électorale de Monténégro positive (en).
En septembre 2016, l'URA décide d'entrer dans la Coalition clé (en) avec Demos et le SNP afin de participer aux prochaines élections législatives. La coalition obtenu 11,05 % des suffrages et 9 sièges, dont deux remportés par les candidats de l'URA. En 2017, Dritan Abazović est élu nouveau chef du parti.
Le 13 juin 2020, le parti est officiellement admis au Parti vert européen. L'URA décide de se présenter de manière indépendante aux élections législatives de 2020, en présentant son programme électoral de politique verte et de lutte contre la corruption « En noir et blanc, dirigée par des candidats indépendants, dont la journaliste et militante bien connue Milka Tadić, des professeurs d'université, des journalistes, des militants civiques et des ONG, avec le chef de l'URA Dritan Abazović comme porte-parole. La liste électorale de l'URA contient également un représentant du Parti de la justice et de la réconciliation de la minorité bosniaque, ainsi que de certains partis et initiatives localistes mineurs.
Le 4 décembre 2020, le nouveau gouvernement du Monténégro est élu par 41 des 81 députés du Parlement du Monténégro, et le candidat indépendant Zdravko Krivokapić devient le nouveau Premier ministre du Monténégro, avec le chef du mouvement civique URA Dritan Abazović comme nouveau vice-premier ministre, mettant officiellement fin à trois décennies du régime dirigé par le DPS de Milo Đukanović au Monténégro.

## Résultats électoraux

### Élections législatives
| Élection | Votes  | %     | Rang | Sièges | Gouvernement                                 |
| -------- | ------ | ----- | ---- | ------ | -------------------------------------------- |
| 2016     | 42 295 | 11,05 | 4e   | 2 / 81 | Opposition                                   |
| 2020     | 22 679 | 5,54  | 4e   | 4 / 81 | Krivokapić (2020-2022), Abazović (2022-2023) |
| 2023     | 37 777 | 12,50 | 4e   | 4 / 81 | Opposition                                   |